# Angraecum pumilio
Angraecum pumilio är en orkidéart som beskrevs av Rudolf Schlechter. Angraecum pumilio ingår i släktet Angraecum och familjen orkidéer. Inga underarter finns listade i Catalogue of Life.